# مجموعه زنگیان
مجموعه زنگیان مربوط به سدهٔ ۹ ه.ق است و در یزد، خیابان سید گل سرخ، محله زنگی واقع شده و این اثر در تاریخ ۴ تیر ۱۳۷۷ با شمارهٔ ثبت ۲۰۴۳ به‌عنوان یکی از آثار ملی ایران به ثبت رسیده است.